# Damasonium bourgaei
Damasonium bourgaei är en svaltingväxtart som beskrevs av Ernest Saint-Charles Cosson. Damasonium bourgaei ingår i släktet Damasonium och familjen svaltingväxter. IUCN kategoriserar arten globalt som livskraftig. Inga underarter finns listade.